# 徐承禧
徐承禧（？—？），清朝人，是一名清朝政治人物。
徐承禧曾于光绪二十九年十一月(1903年)接替张兆奎任延平府知府一职，光绪三十年正月(1904年)由管元善接任。